# 戸田宗光
戸田 宗光（とだ むねみつ）は、室町時代中期から戦国時代初期の武将。入道名は全久（ぜんきゅう）。応仁の乱では西軍として活動する一方で、三河・尾張に勢力を拡大、戸田氏中興の祖とされる。

## 概略
家系は八幡太郎義家の子、義隆を祖とする森氏の支流で、森頼定の10男・戸田信義を祖とするという。宗光の父は伝承によると、正親町三条家からの養子といわれる戸田実光（通称は三郎）。妻は松平信光（徳川家康の祖先）の娘。憲光、家光の父。通称は弾正左衛門尉。資料によっては戸田弾正左衛門、戸田弾正左衛門尉と載せる場合も多い。
三河の国人で、室町幕府政所執事伊勢貞親の被官。京都から正親町家の領地であった三河碧海郡上野に移り住み、上野には古城を築城したという。三河渥美郡田原（田原市）に田原城を、朝倉川南岸で同じく渥美郡仁連木（現在の愛知県豊橋市仁連木町）に二連木城を築城し、両城の初代城主となる。戸田氏中興の祖と称えられ、信州松本神社（長野県松本市丸の内）の祭神の一柱である。

## 生涯
文安年間に代官を務める碧海郡上野（現在の愛知県豊田市）に上野の古城を築城したという。
寛正6年（1465年）5月、浪士丸山中務父子兄弟をはじめ、大庭次郎左衛門が三河額田郡井口に拠って一揆を結成（額田郡一揆）、国内狼藉に及び人心を不安に陥れていた。その影に、松平信光と婿の戸田宗光がいるのではないかと感じた三河守護細川成之は、これに対する手段を講じた。信光・宗光が室町幕府政所執事伊勢貞親の被官に当たる事から、細川氏より伊勢貞親に対して信光・宗光の両被官に事態の鎮定を図るよう命ずることを要請したのである。
この依頼を受けた貞親は幕府に届出、8代将軍足利義政の命として信光、宗光の両将に対して狼藉の鎮定が命ぜられる事となった。幕命を受けた信光は深溝で大庭兄弟を討ち、宗光は額田郡大平で丸山父子兄弟らを討ち、首級を京都に送った。賊軍与党には高力氏らの手勢も加わっており、信光・宗光はこれら一党を平定し、東三河に勢力版図を拡大していった。
その後宗光は碧海郡の代官を務める一方で尾張知多郡河和富貴をも領有。文明7年（1475年）には三河渥美郡に入り、同郡大津村の大津城に居城を移した。宗光はかねてより知多半島にも進出していたが、知多郡師先（南知多町）から同郡河和にかけての知多半島東海岸に勢力を拡大し、同半島西岸を支配する佐治氏と対峙した。文明8年（1476年）、知多郡内における羽豆ヶ崎城において宗光は佐治氏と互いに陣を置くことになり、世に「羽豆ヶ崎の両陣」といわれた。
一方、宗光は本拠である三河において文明年間に次男の家光に碧海郡の上野の古城を譲っている。その後文明11年（1479年）、宗光は交通の要衝である田原に進出し、同地を治める三河渥美郡分郡守護一色義直の従兄で守護代の一色政照を田原大草に隠居させ、その養子分となることで渥美郡支配の正当性を獲得した。文明12年（1480年）に田原城を築城して田原城主となる。

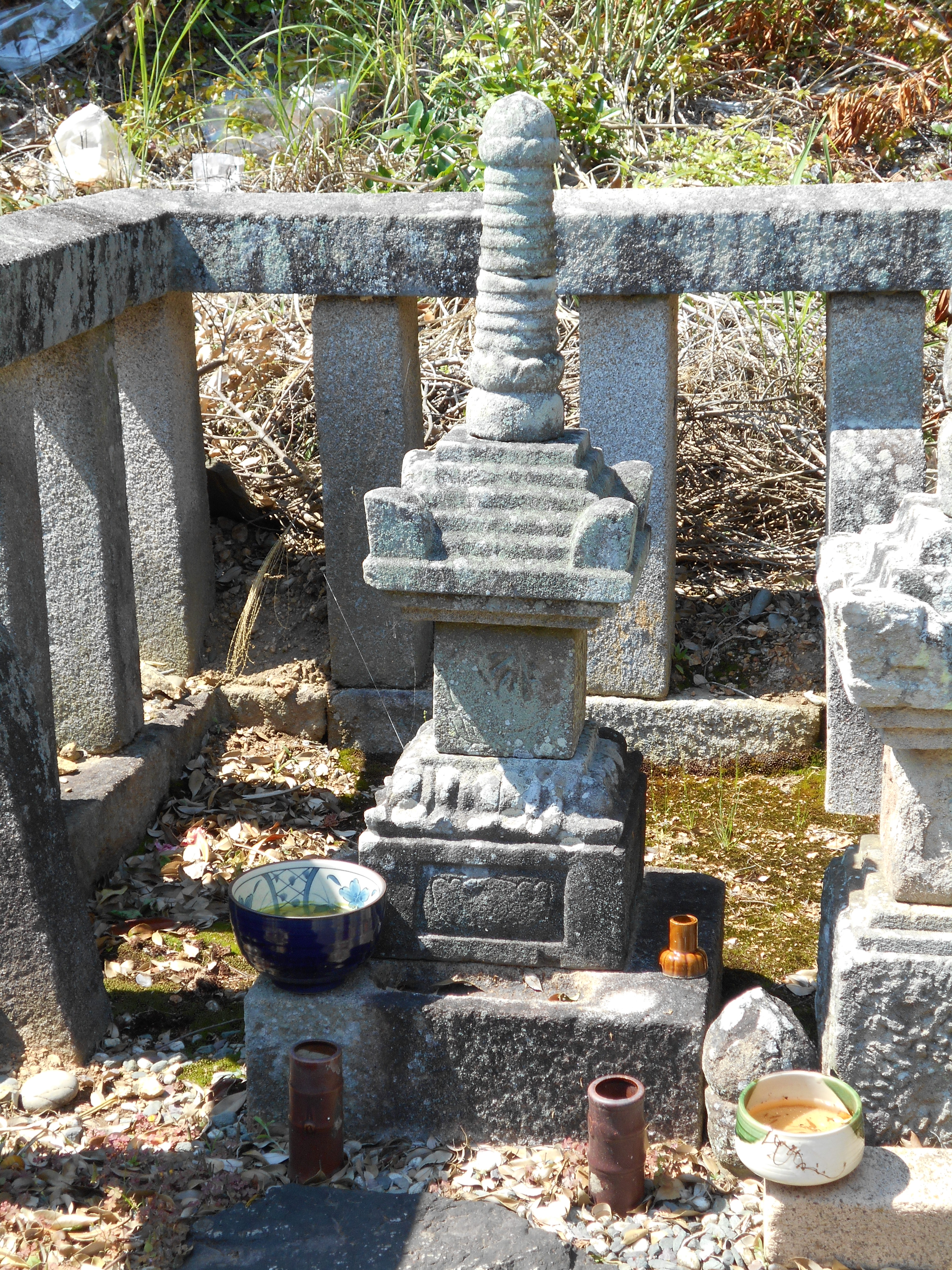
愛知県田原市の長興寺にある戸田宗光の墓（2016年4月）

知多・渥美の両半島を股にかけ、三河湾の制海権をほぼ確立させた宗光は、さらなる版図の拡大を目論み、渥美から北進する政策を採る。明応2年（1493年）、手始めに渥美郡北端の仁連木（愛知県豊橋市の朝倉川南岸。朝倉川北岸は八名郡）に移り、二連木城（現在、大口公園）を築城し、拠点とする。遠江との国境に近い船形山城に対抗する意味合いが含まれているともいう（ただし、船形山城の築城年が断明されておらず、船形山こそ二連木への対抗という見込みも残されている）。田原城は嫡男の憲光に委ねている。
やがて宗光は渥美半島統一を成したが、宗光が打ち込んだ二連木城という楔によって、東三河は戸田氏と今橋城（後の吉田城）の牧野古白入道以来の牧野氏を中心とした新たな戦乱に巻き込まれるが、張本人の宗光が戦乱収束を見ることはなかった。両家の対立が収まるのは、義父松平信光の末裔で三河守となった徳川家康の下に三河が統一されてからである。
永正5年（1508年）6月19日没。晩年は剃髪し全久と号していたため、菩提寺として全久院（愛知県豊橋市東郷町、東田町字東郷とも呼ぶ）が創建されるとそこに葬られている。また、同じく戸田氏の菩提寺である長興寺（愛知県田原市大久保町）にも墓所がある。
なお、『今川家譜』の記述を元に船形山城が戸田弾正によって奪われ、これに対して今川軍が反撃して戸田弾正を討ち取って城を奪還したとする舟方山合戦が明応8年（1499年）頃にあり、この時討ち取られた戸田弾正を宗光とみなす説があるが、当時今川氏親に仕えていた連歌師の宗長の手記におけるこの戦いの記事から朝比奈泰以が今川軍の大将であったことが判明するため、この戦いは泰以が朝比奈氏の家督を代行していた永正年間後期（同13年から15年に発生したとされる戸田氏が尾張国河和城へ退いたとされる時期）の戦いとするのが正しく、この戦いの戸田弾正は戸田憲光のこととされている（そもそも、宗長の手記には今川軍の最大の勲功である筈の戸田弾正を討ち取った記述はなく、戸田弾正が宗光でも憲光でも、戦死しなかったとみられる）。
子孫は松平氏、織田氏、今川氏、松平氏の後身である徳川氏と従属先を転じ、譜代大名をはじめとし多くの武将・人物を輩出した。

## 武勲戦功
- 文安年間（1444年 - 1449年）：代官を務める碧海郡上野（現在の愛知県豊田市）に上野の古城を築城するという
- 寛正6年（1465年）5月：室町幕府の追討令を受けていた三河処士・丸山一族を同国額田郡大平に討つ。
- 文明7年（1475年）：渥美郡に進出。大津村の大津城を居城とする。同年、尾張知多にも進出し、佐治氏と対峙。
- 文明11年（1479年）：三河渥美郡田原の一色政照を隠居に追い込む。
- 文明12年（1480年）：田原城を築城。
- 明応2年（1493年）：朝倉川南岸の仁連木（現在の愛知県豊橋市）に進出、二連木城を築城した。
- 晩年、渥美半島統一を成し遂げる。